# Matilde Burgos
María Matilde del Carmen Burgos Silva (Santiago, 12 de enero de 1973) es una periodista y presentadora de televisión chilena.

## Biografía
Estudió en el Colegio Compañía de María Seminario, y entre 1991 y 1995 estudió la carrera de Licenciatura en Comunicación Social de la Pontificia Universidad Católica de Chile, titulándose como periodista.
En 1994 ingresó a trabajar al Departamento de Prensa de Canal 13, donde permaneció por 17 años, llegando a ser lectora de noticias y corresponsal del canal en Europa, por lo cual vivió en Italia entre 2007 y 2012. En abril de 2012 se integró a CNN Chile, donde conduce Noticias y perspectivas, Hoy es noticia y CNN Íntimo. Desde 2020 también es panelista de Tolerancia cero.
En marzo de 2016 recibió el premio Energía de Mujer, otorgado por Enersis. En julio de 2018 obtuvo el Premio Raquel Correa, otorgado por la Asociación Nacional de Mujeres Periodistas de Chile a la mejor entrevistadora del país.
También ha sido conductora del programa Duna en Punto (2018) en Radio Duna, y docente en la Escuela de Periodismo de la Universidad Católica.